# Reuss család (felvidéki)
A nemzetközi családtörténeti szakirodalomból ismert a német Reuss (Reuß) hercegi család. A Berthold Schmidt: Die Reussen. Schleiz. F. Webers Nachfolger. 1903. c. művében a XII. századból származó német hercegi Reuss családfát részletesen levezeti pl. Reuss Heinrichtől, aki 1274-ben halt meg és Gera (Németországban, azon belül Türingiában) a vár ura volt. Ld.: Reuß-Gera

A német hercegi Reuss címer

A felvidéken élt Reuss család és a német Reuss hercegi család közötti kapcsolatra nincs adat, de szinte biztos, hogy a Reussok Németországból származnak és még 1600 előtt települtek át Magyarországra és először Szepesbélan  illetve később Zólyomlipcsen éltek tehát a Felvidéken, a mai Szlovákiában. A Reussok többsége az értelmiségi pályát választotta, evangélikus lelkészek, tanárok, egyetemi oktatók, egyetemi tanárok, mérnökök, kutatók, orvosok, jogászok, közgazdászok, gazdászok stb. voltak, továbbá többségük külföldön, nyugati országokban is tanult, több nyelven írt és beszélt. A Felvidéken az iskolai oktatás 1918-ig három nyelven folyt, magyarul, szlovákul vagy csehül és németül. A Reussok földbirtokkal nem rendelkeztek, állami hivatalt ritkán töltöttek be, független értelmiségiek voltak.

## Az első Reussok Magyarországon
Reusz András (1554 k.-1629) Pozsony első evangélikus lelkésze volt. Ő az ismereteink szerint az első evangélikus lelkész, aki Németországból Magyarországra áttelepült. A másik Reuss Dávid (1554 k.-1629) lelkész rokona lehetett Reuss Andrásnak, nagyjából egy időben éltek, szászországi Querfurtból származtak, Magyarországra telepedtek át a XVI-ik század végén, Magyarországon Nagybánya területén működött Reuss Dávid.

## Raisz család (kassai)
Raisz család (kassai) Dalibor Mikulík Elfelejtett birtokosok Lubló várában 1825-1880 között) alapján: „1609. október 12-én II. Mátyás király Abaúj megye székhelyének szülöttjét Raisz Jánost címeres oklevéllel nemesi rangra emelte. Raisz János a „kassai” előnevet kapta. Raisz János felesége Ugróczi Borbála volt.” Ld.: Raisz (kassai) családfát. Kempelen BélaNagy Iván szerint 

„ Raisz János nemesi címere, adományozta II. Mátyás magyar király 1609. október 12-én…. Czímere négyfelé osztott paizs, melynek azonban közepén vízirányosan egy ezüst pólya vonul által, azon három piros rózsa van. Az 1. és 4. osztálynak vízirányosan metszett alsó felét hat fehér és hat fekete koczka foglalja el, felső vörös felében pedig két aranycsillag ragyog; a 2. és 3-ik kék udvarban pedig ezüst grif ágaskodik, első jobb lábával három szál arany búzakalászt tartva. A paizs fölötti sisak koronájából szintén az előbbiekhez hasonló ezüst grif emelkedik ki, a három búzakalászt tartva. Foszladék jobbról aranyvörös, balról ezüstkék. A czímer némi hasonlatosságánál fogva valószinű, hogy a két család némi vérségi összeköttetésben áll. Raisz néven ismeretesek Miklós beszterczei születésű, ki 1600-ban Wittenbergában tanúlt. Gáspár, ki Szepes-Sz.-Györgyön született 1704. febr. 9-én, 1727-ben Jenában tanúlt, 1729-ben lett pappá. Raisz Sámuel, kinek atyja János, anyja Coroni Mária volt, született Zólyom-Lipcsén 1783. sept. 8-án, Nagy-Rőczén volt ev. pap és kishonti senior, meghalt 1853-ban.”

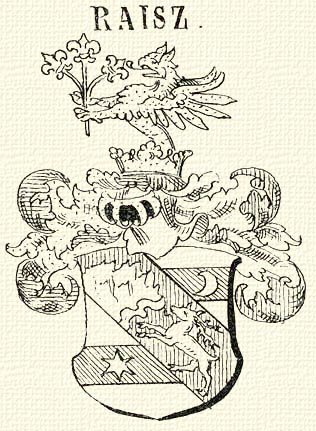
Raisz János nemesi címere, adományozta II. Mátyás magyar király 1609. október 12-én

## Reussok Szepesbélán

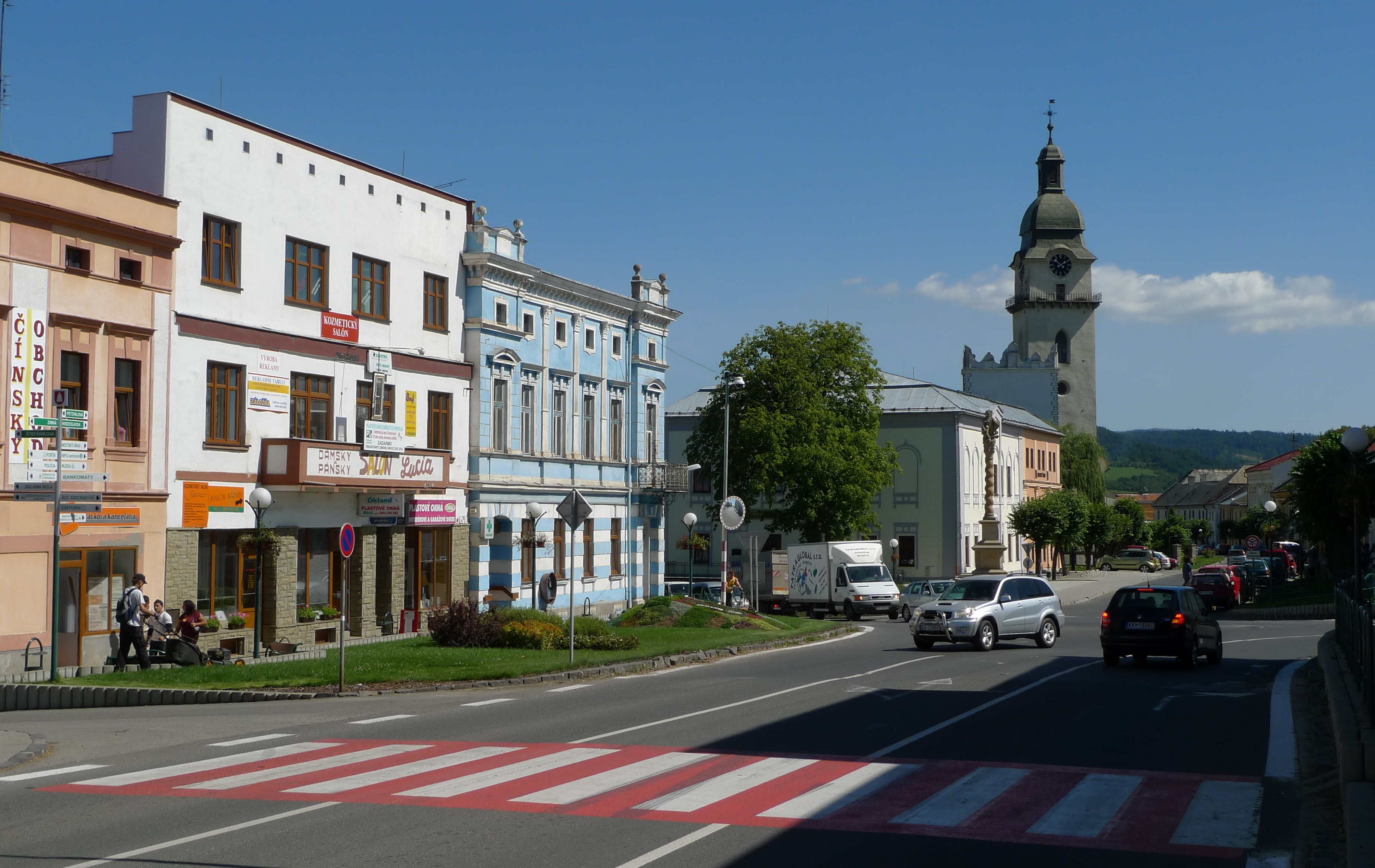
A főut Szepesbélán és a katolikus templom. A katolikus egyházi anyakönyvek 1609-től megvannak. Az evangélikus templom 1783-ban épült fel és azóta van evangélikus egyházi anyakönyvezés. A Reussok 1683-tól éltek Szepesbélán.

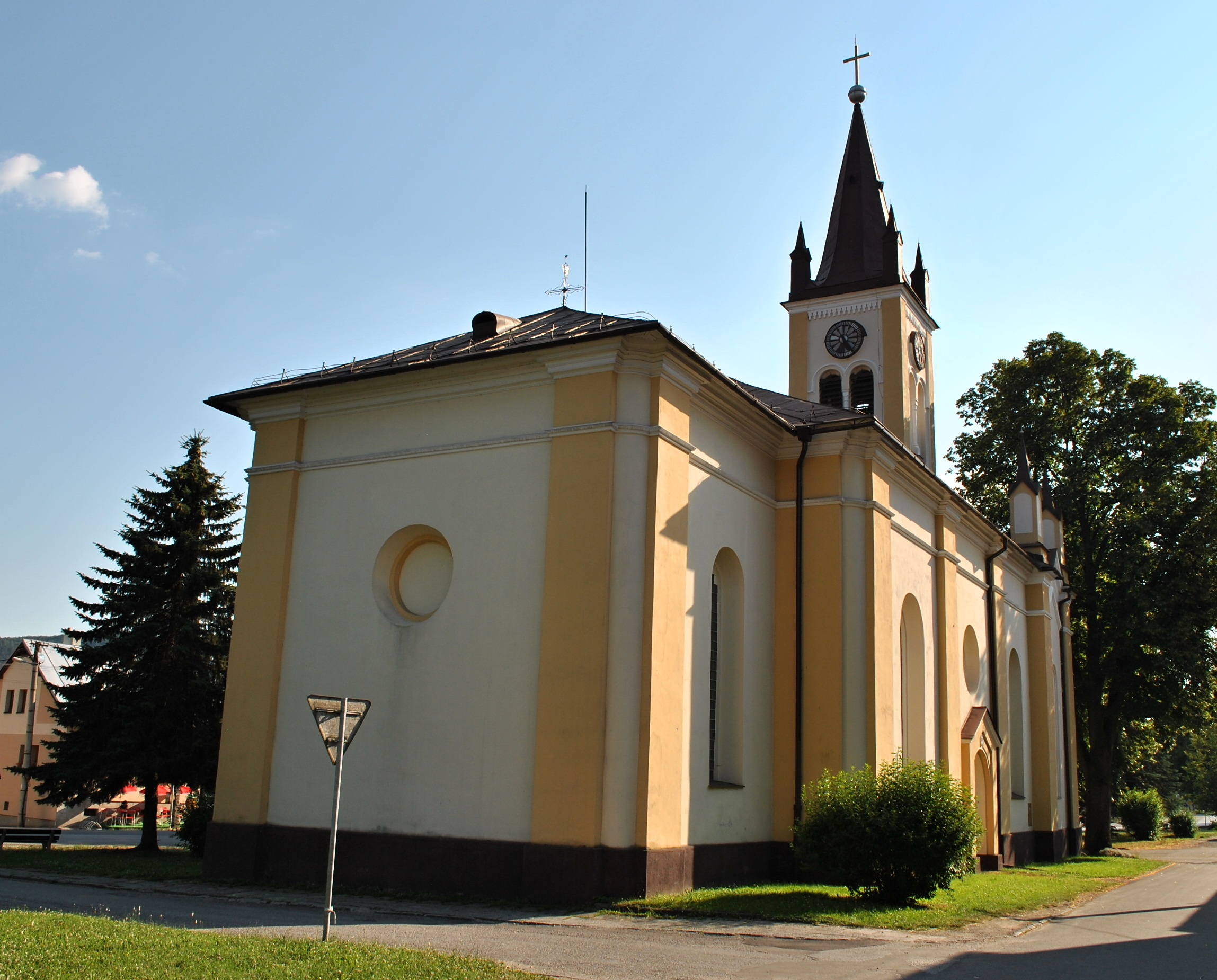
Az evangélikus templom Zólyomlipcsén. A Reussok 1668-tól éltek itt. Zólyomlipcsén született Reuss Sámuel 1793-ban.

A Reussok  az 1600-as évek elejétől, inkább közepétől már Szepesbélan éltek, tehát már az 1500-as évek végétől Németországból áttelepülhettek a Felvidékre. Szepesbélán a katolikus anyakönyvezés kezdő éve 1609. Az anyakönyveket latin nyelven írták 1636-ig, 1637-től pedig németül. Az evangélikus anyakönyvezést 1783-ban kezdték el II. József magyar király türelmi rendelete (1781. október 25.) alapján és 1840-ig németül anyakönyveztek, majd 1841-től magyarul, 1851 és 1883 között németül, majd 1884-től 1950-ig magyarul. Az evangélikus anyakönyvek 1950-ig megvannak. Az 1600-as évek második felében Szepesbélán két nagyobb Reuss család élt, Reuss Bertalan három gyermekével és később Reuss János három gyermekével. Az 1700-as évek kezdetétől lett kiterjedt család Szepesbélán a Reuss család. Az apák keresztnevei: Jakab, Tóbiás, János, Bertalan, Mátyás, Krisztián, György, Mihály. Mindegyik apának több gyermeke született. 1609 és 1714 között az anyáknak a keresztnevét nem közölték. 1715-től 1789-ig az anyáknak csak a keresztnevét adták meg, 1790-től pedig már az anyák vezetéknevét is rögzítették. Az 1600-as években a születési anyakönyvekben csak az apa kereszt-, majd vezetéknevét, valamint a keresztelt gyermek keresztnevét, végül a keresztszülők nevét közölték.

## Reuss András egyeneságú ősei
- A1.Reuss Tóbiás I. neje N. Dóra.
  - B1. Reuss Tóbiás II. (1683. augusztus 21.-) neje Sutóris Mária. (Szepesbéla, 1688. március 21.-) 1703. november 18.  Reuss Tóbiás II. cipész, foltozó varga volt. Sutoris Mária szülei Sutoris Tamás (1654.-) 1722. október 30. és N. Ágnes]
    - C1. Reuss Tóbiás III. (Szepesbéla, 1704. október 21. -) neje Meyer Katalin. (Szepesbéla, 1707. április 4.-) Szepesbéla, Szepesbéla, 1725. november 25. Meyer Katalin szülei Meyer András és N. Katalin.
      - D1. Reuss János I. (Szepesbéla, 1730. július 9.-†1796. k.) neje Dirr Zsuzsanna. (1732. k.-) Szepesbéla, 1750. július 27.
        - E1.Reuss János II. (Szepesbéla, 1754. szeptember 6.-Zólyomlipcse 1822. november 27.) neje Corony Mária. (Zólyomlipcse, 1757.-Zólyomlipcse, 1834. április 2.) 1782. k.
        - F1. Reuss Sámuel. Zólyomlipcse 1783. szeptember 8-Nagyrőce, 1852. december 22.). neje Schulek Rozália. (Nagypalugya, 1790. augusztus 18.–Nagyrőce, 1838. október 9.) Karaszkó, 1810. november 21. Schulek Rózália szülei Schulek Mátyás. (Árvanagyfalu, 1748. július 28.-†Tiszolc, 1815. június 27.) és Zmeskall Júlianna, deményfalvi, domanoveczi és lestinei nemes. (Szrnyace, 1758. május 22.-†Tiszolc, 1813. november 24.) Lestin, 1776. február 29.
          - G1. Reuss Lajos. (Nagyrőce, 1822. április 18.-Nagyrőce, 1905. szeptember 25.) neje Krmann Kornélia (Nelli). (1839.-1915. október 23.) 1858. Nagyrőcen volt evangélikus pap haláláig, 57 éven át.
            - H1. Reuss Jenő. (Nagyrőce, 1867. január 14.-Budapest, 1941. december 14.) neje Schulek Márta. (Budapest, 1876. november 25.-Nagykanizsa, 1964. február 16.) 1898. október 13. Gépészmérnök volt. Schulek Márta szülei Schulek Frigyes a híres építész, és Riecke Johanna. (1851.-Budapest, 1944. március 25.)
              - I1.Reuss Endre. (Budapest, 1900. július 1.-Budapest, 1968. május 10.) 1. neje Harmath Ilona. (1905. július 15.-1954. június 3.) Budapest, 1936. 2. neje Chotvács-Herényi Aranka. (Budapest1914. június 6.-). Budapest, 1963.
              - I2. Reuss László. (Resicabánya, 1901. november 3.-Bécs, 1996. január 10.) 1. neje Burchard-Bélaváry Anna (Székesfehérvár, 1903. június 24.-Budakeszi, 1946. február 1.) Budapest, I. kerület, 1927. szeptember 4. 2. neje Krafft Gertrud (Moson. 1909. február 23.-Budapest, 1989. január 8.). Budapest, 1947.
                - J1. Reuss András. (Budapest, 1938. július 11.-) 1. neje Urbán Emma (Budapest, 1940. szeptember 17.-Budapest, 2006. november 1.) 1965. szeptember 12. 2. neje Belák Erzsébet. (Budapest, 1946. július 27.-) Budapest, 2008. január 24. Evangélikus lelkész, egyetemi tanár

## Jelentősebb Reussok
- Reuss Sámuel (1783-1852), evangélikus lelkész, történész, néprajzkutató.
- Reuss Endre (1900-1968), gépészmérnök, egyetemi tanár, dékán (1955-1957) a műszaki tudományok doktora (1952), „Reuss-Prandtl-elméletet” feltalálója.
- Reuss András (1938-), evangélikus lelkész, rektor

## Album

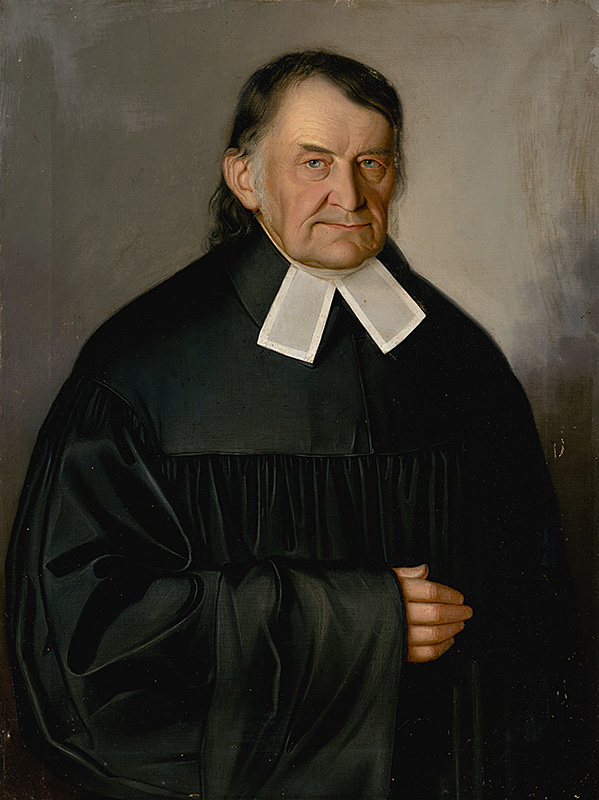
Reuss Sámuel, (1783-1852) (evangélikus lelkész, történész, néprajzkutató)
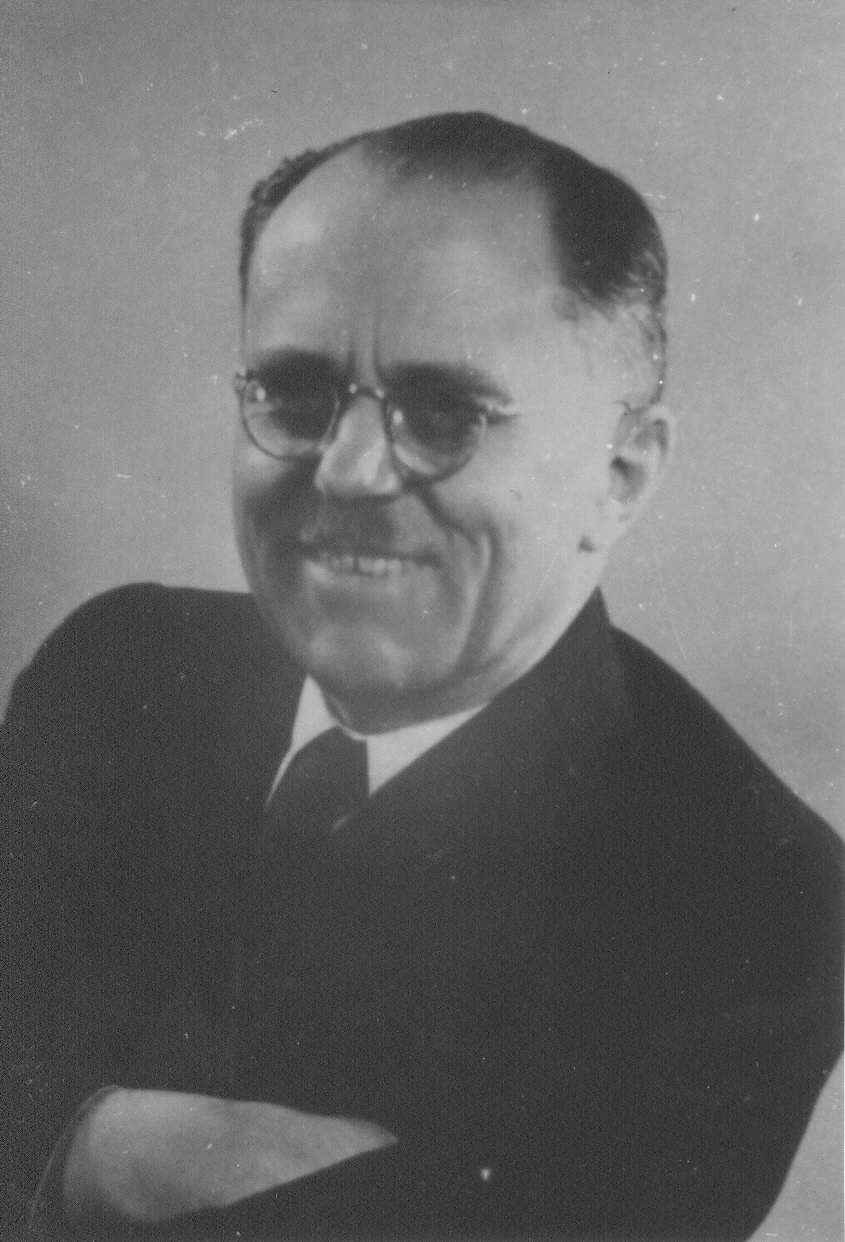
Reuss Endre, (1900-1968) (gépészmérnök, egyetemi tanár )
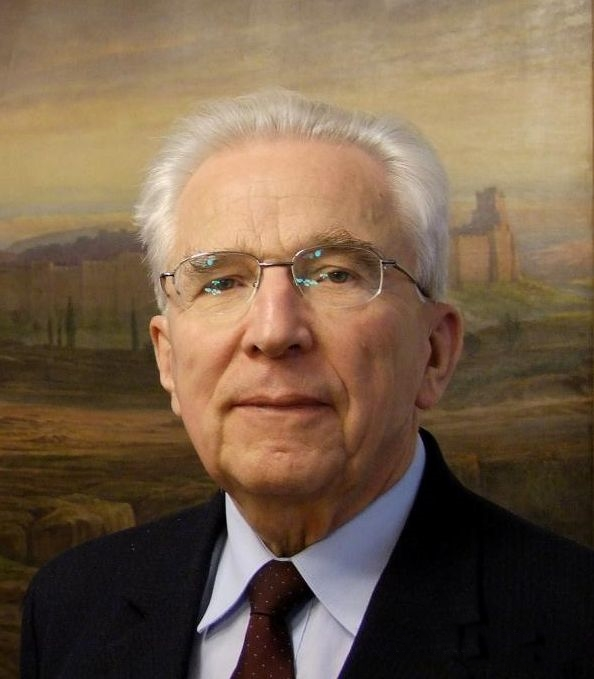
Reuss András, 2016–ban (1938-) (evangélikus lelkész, egyetemi tanár)

## Kutatási források
- Terray Gyula (*1879-†1940) a Reuss-Terray-Schulek családok történetét 1919 és 1937 között írta. Letölthető: TerrayGyulacsaládtörténete1919-1937kézirat.zip Számításai szerint 250 rokon és 350 „atyafi” családot jegyzett fel. Ezt a kéziratot hat példányban, kockás füzetben lemásolta és átadta gyermekeinek Istvánnak, Piroskának, Zoltánnak, Barnabásnak és Lászlónak. Egy példányt Sipos Béla I.-nek adott át dedikálva. Terray Gyula fia Terray Barnabás (*1919-†1991) 1959-ben kezdte el folytatni édesapja családfakutatási munkáját, és 1971-72-ben több példányban legépelte Terray Gyula füzeteit valamint kiegészítette azokat. Letölthető: TerrayBarnabásTerraycsaládtörténete1972.-1.rész.zip és TerrayBarnabásTerraycsaládtörténete1972.-2.rész.zip (magyar nyelven). Terray Gyula. (Hozzáférés: 2022. március 4.)
- A Reuss családfa. A Reuss-Fodor-Burchard-család fényképei.Kezdőoldal. markosfalvi-sipos-csaladfa.freewb.hu. (Hozzáférés: 2020. október 27.)
- Reuss: Magyar Családtörténet-Kutató Egyesület. (MACSE). Ismert személyek anyakönyvi bejegyzései. Projektvezető: Dr. Hatvany Béla Csaba.MACSE: ISMERT SZEMÉLYEK. macse.hu. (Hozzáférés: 2020. július 23.)
- MyHeritage. Reusz Family Tree.Reusz Family Tree. (Hozzáférés: 2022. február 9.)
- Sipos Béla: A Reuss (szepesbélai, felvidéki) család története és családfája. OSZK-MEK. mek.oszk.hu (Hozzáférés: 2022. január 28.)

- Reuss családfa. MyHertiage.Reuss családfa